# Łuczajka Średnia
Łuczajka Średnia – dawniej wieś. Obecnie część Łuczajki na Białorusi, w obwodzie witebskim, w rejonie głębockim, w sielsowiecie Zalesie.
Dawniej używane nazwy – Łuczajka Wielka, Łuczajka Bolszaja, Łuczajka I.

## Historia
W czasach zaborów wieś prywatna w gminie Zaleś w powiecie dzisieńskim, w guberni wileńskiej Imperium Rosyjskiego. W 1866 liczyła 124 mieszkańców, wszyscy byli wyznania prawosławnego.
W latach 1921–1945 wieś leżała w Polsce, w województwie wileńskim, w powiecie dziśnieńskim, w gminie Zalesie.
Według Powszechnego Spisu Ludności z 1921 roku zamieszkiwały tu 154 osoby, 10 było wyznania rzymskokatolickiego, 144 prawosławnego. Jednocześnie 51 mieszkańców zadeklarowało białoruską a 103 rosyjską przynależność narodową. Było tu 28 budynków mieszkalnych. W 1931 w 31 domach zamieszkiwało 146 osób.
Wierni należeli do parafii rzymskokatolickiej w Łużkach i parafii prawosławnej w Zalesiu. Miejscowość podlegała pod Sąd Grodzki w Łużkach i Okręgowy w Wilnie; właściwy urząd pocztowy mieścił się w Zalesiu.
W wyniku napaści ZSRR na Polskę we wrześniu 1939 miejscowość znalazła się pod okupacją sowiecką. 2 listopada została włączona do Białoruskiej SRR. Od czerwca 1941 roku pod okupacją niemiecką. W 1944 miejscowość została ponownie zajęta przez wojska sowieckie i włączona do Białoruskiej SRR.
Od 1991 w składzie niepodległej Białorusi.